# 惹班
7°28′20″S 112°26′1″E / 7.47222°S 112.43361°E
惹班（羅馬化：Måjåkěrtå）亦音譯為莫佐克托，是印度尼西亞東爪哇省下轄的一個城市，距離省會泗水45公里，面積16.46平方公里，海拔高度22米，2000年人口108,938人。

## 外部連結
- About Mojokerto （页面存档备份，存于）
- （印尼文） Government Website, District
- （印尼文） Government Website, City